# Blueberry Garden
Blueberry Garden — видеоигра, инди-платформер о любопытстве и исследовании окружающего мира. Вы примеряете роль создания, знакомящегося с загадками окружающего мира, и выясняете что к чему. Она была разработана Эриком Сведангом и выпущена 10 июня 2009 года через Steam. Игра стала победителем гран-при Seumas McNally в номинации "лучшая независимая игра" на Independent Games Festival 2009 года. Blueberry Garden разработан при использовании XNA Framework.

## Сюжет
Персонаж игры — антропоморфное существо с клювом, умеющее летать. Оно появляется в мире, где растут растения и обитают своеобразные животные. Постепенно мир затопляет вода, которая, как оказывается, течет из большого крана. Задача игрока — найти кран и отключить его. Для этого он собирает различные предметы, разбросанные в мире, и строит из них нечто наподобие башни. Попутно у героя есть возможность сажать деревья и помогать фауне мира выжить в условиях затопления.